# Mięsień skrzydłowy przyśrodkowy
Mięsień skrzydłowy przyśrodkowy (łac. musculus pterygoideus medialis) – w anatomii człowieka parzysty, czworoboczny, gruby mięsień żucia. Przyczep początkowy ma w dole skrzydłowym (pomiędzy blaszkami wyrostka skrzydłowatego kości klinowej), a także na wyrostku piramidowym kości podniebiennej. Przyczep końcowy znajduje się na guzowatości skrzydłowatej kąta żuchwy.
Unaczyniony jest przez gałązki tętnicy szczękowej, a unerwiony przez nerw skrzydłowy przyśrodkowy (gałązka nerwu żuchwowego V3 – trzeciej gałęzi nerwu trójdzielnego).
Mięsień unosi żuchwę, podobnie jak leżące bardziej powierzchownie mięsień żwacz i mięsień skroniowy.
Mięsień ten można zbadać – ze względu na jego położenie przyśrodkowe względem żuchwy – jedynie wewnątrzustnie. Najczęściej można wyczuć jedynie jego dolną część.